# 久保尚志
久保 尚志（くぼ たかし、1977年5月27日 - ）は、元社会人野球の選手（内野手）である。鷺宮製作所に所属していた。178cm、78kg。右投左打。

## 人物・来歴
香川県観音寺市出身。小学4年生の時、少年ソフトボールチーム「大野原グランパス」に入団。全国小学生ソフトボール大会にも出場している。大野原中学校で野球を始め、1年生時よりエースで4番を務める。
高校は橋野純監督に誘われ観音寺中央高校に入学。入学時は投手を志していたが、チーム事情により捕手に転向、しかし2年生の夏に再び投手に戻り夏の大会予選と秋季四国地区高校野球大会でベスト4。翌1995年春の第67回選抜高等学校野球大会では全試合で先発登板。2回戦の森野将彦を擁する東海大相模戦と決勝戦の澤井良輔を擁する銚子商戦では相手打線を完封し、初出場初優勝に貢献した。同年夏の第77回全国高等学校野球選手権大会にも出場したが2回戦で日大藤沢高校にサヨナラ負けを喫した。大会後に高校野球日本代表に選ばれた。
中央大学進学後の3年生時に打者に転向。4年時にはクリーンアップの一角として活躍し、チームの20シーズンぶり1部昇格に貢献した。
大学卒業後は鷺宮製作所に就職し1年目から主力選手として活躍。東京都野球連盟の新人賞を受賞した。2005年には主将となり社会人野球日本選手権大会でベスト4に進出。その後も都市対抗野球大会で大会優秀選手に選ばれるなど、強打の野手として活躍した。
2010年に社業に専念する為に野球を引退し、2018年から同硬式野球部のコーチに就任した。

## 主な表彰・タイトル
- 第78回都市対抗野球大会　優秀選手（一塁手）
- 第79回都市対抗野球大会　優秀選手（一塁手）
- 第50回JABA北海道大会　首位打者賞
- 2009年東京都野球連盟 優秀選手賞